# Chiles flagga
Chiles flagga (sp. la estrella solitaria, "den ensamma stjärnan") består av två lika breda horisontella band i vitt (överst) och rött samt en blå kvadrat vid den inre kanten med en femuddig stjärna i vitt. Flaggan antogs första gången den 18 oktober 1817 och fastställdes senast den 18 oktober 1967. Proportionerna är 2:3. 

## Symbolik
Stjärnan representerar framtid eller enhet, blått symboliserar himlen och Stilla havet, vitt står för de snöklädda Anderna, och rött representerar blodet som offrats för självständigheten. 

## Historik
Flaggan skapades i samband med den chilenska frihetskampen i början av 1800-talet. Den första självständiga chilenska statsbildningen 1810–1814 (Patria Vieja eller "Gamla landet") använde från 1812 en trikolor i färgerna blått, vitt och rött. Chile blev åter en spansk koloni efter slaget vid Rancagua i september 1814, och mellan 1814 och 1817 användes motsvarande spanska flaggor. Revolutionstrupperna antog 1816 en trikolor i färgerna rött, vitt och blått som inspirerats av det amerikanska stjärnbaneret och den franska flaggan. Flaggan kallades transición ("övergång") och tillskrivs oftast Juan Gregorio de las Heras. Trikoloren fick inget större genomslag och avskaffades när Chile åter blev självständigt 1817, delvis på grund av förväxlingsrisken med den nederländska flaggan. Efter José de San Martins seger vid Chacabuco 1817 började man använda en flagga som i stort överensstämmer med dagens chilenska nationsflagga. Den nya nationsflaggan antogs den 18 oktober 1817 genom ett dekret utfärdat av krigsministeriet och hissades för första gången den 12 februari 1818 under den officiella självständighetsförklaringen. Flaggans utseende ha förändrats flera gånger, senast genom en lagändring 1967.

### Tidigare flaggor

Bandera de la Patria Vieja  (1812-1814). Enkel version, utan Chiles statsvapen.
Bandera de la Patria Vieja (1812-1814). Alternativ version med det första chilenska statsvapen med Santiago korset.
Bandera de la Patria Nueva (1817-1818).
Den version av flaggan som antogs vid självständigheten 1818.

## Regionens flaggor
Var och en av Chiles 16 regioner har en egen flagga.

Región de Antofagasta
Región de la Araucanía
Región de Arica y Parinacota
Región de Atacama
Región de Aysén
Región del Biobío
Región de Coquimbo
Región de Los Lagos
Región de Los Ríos
Región de Magallanes y de la Antártica Chilena
Región del Maule
Región de Ñuble
Región de O'Higgins
Región Metropolitana de Santiago
Región de Tarapacá
Región de Valparaíso

## Övrigt
"Flaggans dag" hålls i Chile varje år den 9 juli till minne för de 77 soldater som stupade i slaget vid Concepción under Stillahavskriget.